# Crooked River (Lake Brunner)
Der Crooked River ist ein Fluss im Grey District der Region West Coast auf der Südinsel von Neuseeland.

## Geographie
Der Crooked River entspringt östlich der Kaimata Range auf einer Höhe von 1405 m zwischen zwei unbenannten Gipfeln, die eine Höhe von 1646 m und 1584 m aufweisen. Von seinem Quellgebiet aus fließt der noch junge Bach rund 1,8 km in nordnordwestliche Richtung , umschreibt einen Linksbogen und folgt für rund 1,5 km in Richtung Südwesten. Nach einer weiteren Richtungsänderung fließt der Fluss für rund 5,0 km in Richtung Westen, um dann seine Richtung in einem engen Bogen nach Norden zu ändern. Nach insgesamt 12,5 Flusskilometer nimmt der Crooked River rechtsseitig die Wässer von dem von Osten zustoßenden Morgan River auf. Nach weiteren 5,0 km trägt der ebenfalls rechtsseitig zulaufende Evans River seine Wässer zu. Nach insgesamt 21,0 Flusskilometer verlässt der Crooked River die Berglandschaft und fließt in zahlreichen Windungen in Richtung des Lake Brunner / Moana, in den er schließlich nach insgesamt 37,5 km Flussverlauf an der Ostseite des Sees mündet.

## Crooked Route
Von dem Austritt des Flusses aus der Berglandschaft heraus führt eine Schotterpiste über 2,7 km in das Tal des Flusses hinein. Rund 500 m südlich der Mündung des Evans River in den Crooked River beginnt dann der Wanderweg der Crooked Route, die über 13,2 km flussaufwärts über die Jacko Flat Hut bis zur Top Crooked Hut führt und dort endet. Die Wanderzeit zu den beiden Hütten wird mit 6 und 8 Stunden angegeben.